# 死亡處女
《死亡處女》（英語：Death and the Maiden）是一部1994年的推理劇情片，由羅曼·波蘭斯基执导，雪歌妮·薇佛、本·金斯利和斯图尔特·威尔逊（Stuart Wilson）主演。影片改编自阿里埃尔·多夫曼（Ariel Dorfman）的1990年同名戏剧，剧本由多夫曼与拉斐尔·伊格莱西亚斯（Rafael Yglesias）共同创作。

## 剧情
宝琳娜·埃斯科瓦尔是一个家庭主妇，丈夫赫拉尔多是某南美洲国家（影射智利）的一名著名律师。一天，因暴风雨的缘故，赫拉尔多搭载了一位迷人的陌生人——米兰达医生回家，而此时家中电力中断。宝琳娜确信米兰达是旧政权的一员，曾在她被蒙眼的情况下对她施以酷刑并强暴了她数周。她将米兰达扣为人质，以求揭开真相。尽管丈夫和米兰达都试图说服她他是无辜的，宝琳娜仍坚信米兰达有罪，强迫丈夫在她为米兰达安排的“审判”中担任他的“律师”。
米兰达与赫拉尔多密谋准备一份假认罪书，因为宝琳娜表示只要听到认罪便会放他一条生路。他们写好假认罪书递交给宝琳娜，但她却勃然大怒，认为米兰达毫无悔意，威胁要杀死他。赫拉尔多想要阻止她时，米兰达抢过宝琳娜的枪，威胁如果不放他走就杀了她。然而，就在他朝门口走去时，家中电力恢复，宝琳娜趁机打他，重新掌控局势。
米兰达最后一搏，恳求赫拉尔多联系西班牙的医学院，他声称自己在宝琳娜被强暴期间一直在那里。宝琳娜将米兰达蒙眼带出家门，来到悬崖边。赫拉尔多联系了医学院，米兰达的一位同事似乎证实了他的说法。赫拉尔多急忙告知宝琳娜，确信米兰达无辜。然而，宝琳娜拒绝相信，声称那些医生当时为了掩盖身份会制造不在场证明。最终，米兰达承认自己确实是那名医生，不仅残酷虐待了宝琳娜，还享受其中，同时他对旧政权的垮台感到遗憾。
愤怒的赫拉尔多想要将米兰达推下悬崖，但最终发现自己做不到亲手夺走一条生命。宝琳娜似乎接受了他的认罪，与赫拉尔多一起离开，将米兰达留在悬崖边。镜头模拟了从米兰达的视角看似有人坠崖的画面。在最后一幕中，宝琳娜和赫拉尔多出现在影片开头的音乐会上，而米兰达也与妻儿坐在楼上的包厢中。宝琳娜与米兰达彼此间投去不安的目光，米兰达转开视线。随后，镜头显示赫拉尔多抬头看向已经离开镜头的米兰达。

## 演员
- 雪歌妮·薇佛 饰 宝琳娜·埃斯科瓦尔
- 本·金斯利 饰 罗伯托·米兰达医生
- 斯图尔特·威尔逊 Stuart Wilson 饰 赫拉尔多·埃斯科瓦尔
- 豪尔赫·克鲁兹 Jorge Cruz 饰 弦乐四重奏成员
- 乔纳森·维加 Jonathan Vega 饰 米兰达医生之子
- 卡洛斯·莫雷诺 Carlos Moreno 饰 弦乐四重奏成员
- 塞尔吉奥·奥尔特加·阿尔瓦拉多 Sergio Ortega Alvarado 饰 弦乐四重奏成员
- 吉尔伯托·科尔特斯 Gilberto Cortes 饰 弦乐四重奏成员
- 罗多尔夫·维加 Rodolphe Vega 饰 米兰达医生之子
- 爱德华多·瓦伦苏埃拉 Eduardo Valenzuela 饰 弦乐四重奏成员
- 克里斯提亚·莫娃 Krystia Mova 饰 米兰达医生之妻

## 制作
羅曼·波蘭斯基表示，他非常享受拍摄这部电影的过程。制片人邦妮·蒂默曼（Bonnie Timmermann）曾与波蘭斯基合作过三部影片，她对此次合作非常满意，称赞波蘭斯基提前完成了拍摄任务，还称这部作品是“他自《黛絲姑娘》以来最好的电影”。

## 音乐
影片的一个中心母题是舒伯特的D小調弦樂四重奏，俗称《死亡處女》四重奏。宝琳娜遭受强暴时就播放着这支四重奏的录音。

## 评价

### 评论反响
根据評論匯總网站爛番茄汇总的51篇评论文章，82%的评论家给予该作正面评价，平均打分为7分（满分10分）。该网站总结的评论家共识是“电影透过其幽闭的场景增强了紧张感，而经验丰富的演员也表现出色，《死亡處女》是波蘭斯基的又一力作。”在Metacritic上，基于19位评论家的评分，该片得分为72/100，表示“总体好评”。
《芝加哥太陽報》的罗杰·埃伯特给出了3/4的评价，他写道：“《死亡處女》的核心是表演。换作他人，即使是同样的导演，这部影片也可能会变成一场乏味的拖沓。”

### 票房表现
该片在美国和加拿大的票房收入为300万美元，全球总票房估计约为800万美元。